# Ilonse
Ilonse – miejscowość i gmina we Francji, w regionie Prowansja-Alpy-Lazurowe Wybrzeże, w departamencie Alpy Nadmorskie.
Według danych na rok 1990 gminę zamieszkiwało 78 osób, a gęstość zaludnienia wynosiła 2 osoby/km² (wśród 963 gmin regionu Prowansja-Alpy-W. Lazurowe Ilonse plasuje się na 712. miejscu pod względem liczby ludności, natomiast pod względem powierzchni na miejscu 220.).